# أدان تال
أدان تال (بالعبرية: עידן טל)، من مواليد 13 سبتمبر 1975 في القدس في إسرائيل، لاعب كرة قدم إسرائيلي.
بدأ مسيرته الكروية مع نادي هابويل جورساليم في عام 1994، ولعب معهم حتى عام 1996، وفي موسم 1997/1998 انتقل إلى نادي ماكابي بيتا تيكفا، ولعب معهم 71 مباراة، وفي عام 1998 انتقل إلى نادي هابويل تل أبيب، ولعب معهم 14 مباراة، وفي موسم 1999/2000 أعير إلى نادي مريدا الإسباني، ولعب معهم 38 مباراة وسجل 5 أهداف، وفي عام 2000 انتقل إلى نادي ماكابي بيتا تيكفا، وشارك معهم في 7 مباريات، وفي عام 2000 انتقل إلى نادي إيفرتون الإنجليزي، ولعب معهم حتى عام 2002، وشارك معهم في 29 مباراة وسجل هدفين، وفي عام 2002 انتقل إلى نادي رايو فاليكانو الإسباني، ولعب معهم 6 مباريات، وفي عام 2002 انتقل إلى نادي ماكابي حيفا، ولعب معهم حتى عام 2006، وشارك معهم في 109 مباريات وسجل 28 هدف، ومنذ عام 2006 وهو يلعب مع نادي بولتون واندررز الإنجليزي.
و قد بدأ باللعب مع منتخب إسرائيل لكرة القدم في عام 1998.

## روابط خارجية
- أدان تال على موقع الاتحاد الدولي (مؤرشف)  (الإنجليزية)
- أدان تال على موقع الاتحاد الأوربي (الإنجليزية)
- أدان تال على موقع قاعدة بيانات كرة القدم.إي يو (الإنجليزية)
- أدان تال على موقع ناشيونال فوتبول تيمز (الإنجليزية)
- أدان تال على موقع Soccerbase.com (لاعب) (الإنجليزية)
- أدان تال على موقع عالم كرة القدم.نت (الإنجليزية)
- أدان تال على موقع كووورة